# Elliott De Wit
Elliott De Wit, né le 19 janvier 1995 à Maisons-Laffitte, est un ancien joueur de basket-ball français, actuel entraîneur adjoint (vidéo) et développement des joueurs des Pistons de Détroit, franchise de la National Basketball Association (NBA).

## Biographie
Elliott De Wit arrête ses études après le collège. Joueur de basket amateur, il s’oriente très vite vers le coaching. Ron Stewart et Thomas Drouot, respectivement coach et assistant coach de Paris-Levallois, l'autorisent à venir lors des entrainements de l’équipe première. S'ensuit une reprise d'études avec un brevet professionnel de la Jeunesse et des Sports option Basketball (BPJEPS), qu’il effectue au CFA du PSG.
Il déménage aux États-Unis, au Texas, où il intègre Frank Phillips College, pour acquérir les diplômes nécessaires de coach. Par la suite, il devient coordinateur vidéo de 2017 à 2020 pour l’équipe de basket de l'université Texas Tech.
Il quitte la NCAA pour intégrer en septembre 2020 la franchise NBA des Pistons de Détroit,,,.
Elliott De Wit devient l'assistant principal de la République démocratique du Congo en vue des éliminatoires de la Coupe du monde 2023 qui se tiennent en juillet 2022 en Égypte. Il rejoint son compatriote et sélectionneur principal Thomas Drouot.

## Palmarès

### Entraîneur

#### En club
- Finaliste NCAA de basket-ball masculin en 2019.
- Champion BIG XII en 2019.